# Episodi di The Jellies!
Elenco degli episodi della serie televisiva animata The Jellies!.
La prima stagione, composta da 10 episodi, è stata trasmessa negli Stati Uniti dal 22 ottobre al 17 dicembre 2017. La seconda stagione, composta da 10 episodi, viene trasmessa dal 19 maggio al 23 giugno 2019.
In Italia la serie è inedita.
| nº               | Titolo originale         | Prima TV USA     |
| Prima stagione   | Prima stagione           | Prima stagione   |
| ---------------- | ------------------------ | ---------------- |
| 1                | Gangsta's Paradise       | 22 ottobre 2017  |
| 2                | Ray's Perfect Date       | 29 ottobre 2017  |
| 3                | Pilot                    | 5 novembre 2017  |
| 4                | Mervin for Mayor         | 12 novembre 2017 |
| 5                | Gameshow                 | 19 novembre 2017 |
| 6                | Barry's School Reunion   | 26 novembre 2017 |
| 7                | Cornell Gets a Dog       | 3 dicembre 2017  |
| 8                | The Trial of the Century | 10 dicembre 2017 |
| 9                | Invasion                 | 17 dicembre 2017 |
| 10               | Invasion                 | 17 dicembre 2017 |
| Seconda stagione |                          |                  |
| 1                | My Brother's Keeper      | 19 maggio 2019   |
| 2                | Jellystripper            | 19 maggio 2019   |
| 3                | These Nuts               | 26 maggio 2019   |
| 4                | Crash for Cash           | 26 maggio 2019   |
| 5                | The Last Reggie on Earth | 2 giugno 2019    |
| 6                | The Storm                | 9 giugno 2019    |
| 7                | Doctor Pirates           | 9 giugno 2019    |
| 8                | Walla Walla Civil War    | 16 giugno 2019   |
| 9                | Walla Walla Wallabees B  | 23 giugno 2019   |
| 10               | My Friend Sheldon Jr.    | 23 giugno 2019   |